# Maria Schrader

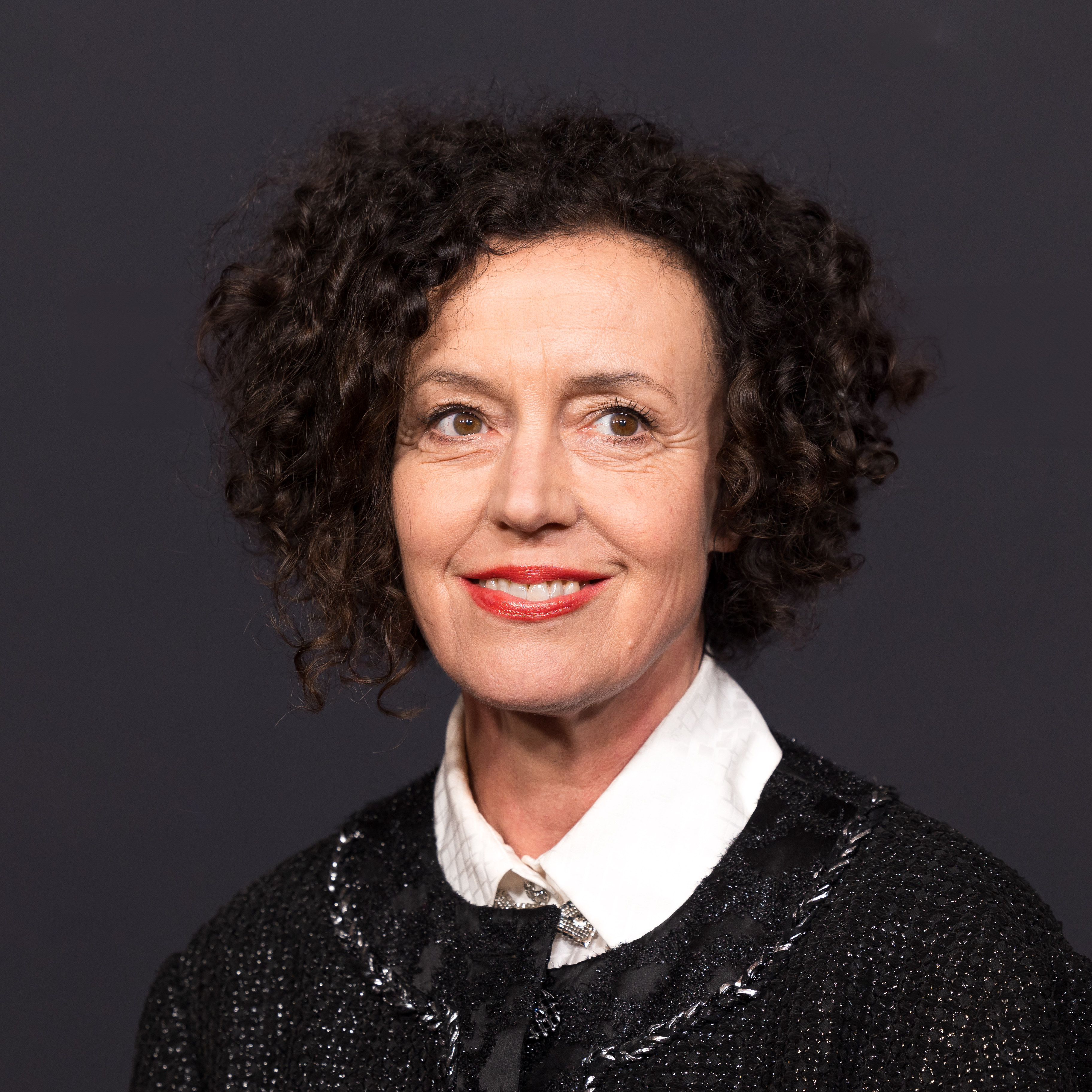
Maria Schrader (2024)

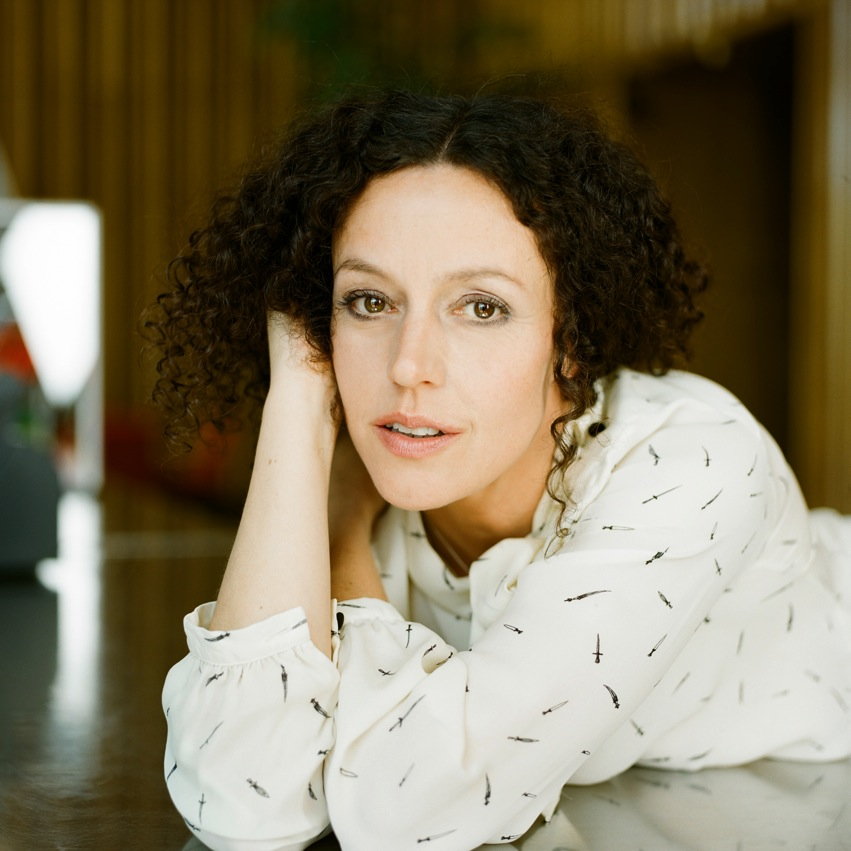
Maria Schrader (2011)

Maria Schrader (* 27. September 1965 in Hannover) ist eine deutsche Schauspielerin, Regisseurin und Drehbuchautorin.

## Leben
Maria Schrader wurde 1965 in Hannover als Tochter eines Malers und einer Bildhauerin geboren. Sie wirkte am Matthias-Claudius-Gymnasium Gehrden in der Nähe von Hannover mehrere Jahre in der Theater-AG mit. Mit fünfzehn Jahren begann sie ihre Schauspielkarriere im Theater. Es folgte 1983 eine Schauspielausbildung am Max-Reinhardt-Seminar in Wien, die sie aber nach zwei Jahren abbrach. In der Spielzeit 1982/83 gehörte sie zum Ensemble des Staatstheaters Hannover. Es folgten Auftritte in Wien, Venedig und Bonn. Seit der Spielzeit 2013/14 gehört sie zum Ensemble des Deutschen Schauspielhauses in Hamburg.
Im Jahr 1989 gab Schrader ihr Filmdebüt in der Komödie RobbyKallePaul des Regisseurs und Schauspielers Dani Levy. Mit ihm verbindet Schrader eine langjährige Zusammenarbeit, in vielen seiner Filme übernahm sie Hauptrollen, zuletzt in der 2002 erschienenen Produktion Väter. Mehrmals standen beide auch gemeinsam vor der Kamera anderer Regisseure, so bei Max Färberböcks Erfolgsfilm Aimée & Jaguar von 1997. Bei Levys Film Meschugge von 1998 fungierte Schrader als Co-Autorin und sammelte erste Regie-Erfahrungen. Schrader arbeitete auch mit Doris Dörrie zusammen, unter anderem bei dem Film Keiner liebt mich, der ihr mehrere Auszeichnungen einbrachte. Kooperationen gab es ebenfalls mit Hal Hartley, Agnieszka Holland, Margarethe von Trotta sowie Jan Schomburg.
Im Jahr 2005 führte Schrader erstmals Regie bei der Verfilmung des Bestsellers Liebesleben von Zeruya Shalev. Der Film, dessen Drehbuch sie gemeinsam mit Laila Stieler schrieb, kam im November 2007 in die deutschen Kinos. Mit der Stefan-Zweig-Biografie Vor der Morgenröte legte sie 2016 ihre zweite Regiearbeit vor. Das Drehbuch des von der Kritik positiv aufgenommenen Films hatte Schrader gemeinsam mit Jan Schomburg geschrieben. Im Jahr 2020 übernahm sie die Regie der Netflix-Miniserie Unorthodox, die auf der gleichnamigen Buchvorlage von Deborah Feldman basiert.
Schrader erhielt 2021 für Ich bin dein Mensch ihre erste Einladung als Regisseurin in den Wettbewerb der 71. Internationalen Filmfestspiele Berlin. Es folgten fünf Nominierungen für den Deutschen Filmpreis und die Preise in den Kategorien Film, Regie, Hauptdarstellerin und Drehbuch. Letztere Auszeichnung teilte sich Schrader mit Jan Schomburg.
Im Februar 2025 wurde sie Jurymitglied bei der 75. Berlinale.
Ende Juni 2023 wurde Schrader Mitglied der Academy of Motion Picture Arts and Sciences.

## Privates
Maria Schrader war mehrere Jahre mit Dani Levy liiert. Aus einer Beziehung mit dem Regisseur Rainer Kaufmann hat sie eine 1998 geborene Tochter. Von 2002 bis Anfang 2007 war Schrader mit ihrem Schauspielkollegen Sebastian Blomberg liiert, den sie am Set von Väter kennengelernt hatte.
Schrader spielt in vielen ihrer Rollen jüdische Frauen und setzt sich auch als Autorin und Regisseurin oft mit jüdischen Schicksalen auseinander; sie selbst ist keine Jüdin.
Schrader lebt in Berlin.

## Auszeichnungen
Im Jahr 1992 erhielt Maria Schrader beim Max-Ophüls-Preis den Darstellerpreis als beste Nachwuchsdarstellerin. Den Bayerischen Filmpreis konnte Schrader 1994 für Keiner liebt mich, 1998 für ihre Rolle in Aimée & Jaguar, 2016 für ihre Regiearbeit in Vor der Morgenröte und 2022 für das Drehbuch von Ich bin dein Mensch (gemeinsam mit Jan Schomburg) entgegennehmen.
Den Bundesfilmpreis erhielt Maria Schrader bereits mehrfach, darunter das Filmband in Gold für darstellerische Leistungen für Keiner liebt mich, Burning Life und Einer meiner ältesten Freunde. Das Filmband in Gold als beste Hauptdarstellerin bekam sie ebenfalls für ihre Rolle in dem Filmdrama Aimée & Jaguar. Für ebendiese Darstellung wurde Maria Schrader bei den Internationalen Filmfestspielen von Berlin 1999 mit dem Silbernen Bären ausgezeichnet. Dort erhielt sie im selben Jahr auch die Auszeichnung zum deutschen Shooting Star des europäischen Films.
2010 erhielt Schrader in der Kategorie Beste Interpretin für Geschichte einer Ehe (Autor Andrew Sean Greer; Regie Sabine Buss, Verlag Random House Audio) den Deutschen Hörbuchpreis.
2016 wurde Schrader im Rahmen des Festival de Télévision de Monte-Carlo für ihre Rolle der Lenora Rauch in der vielbeachteten deutschen Serie Deutschland 83 als Beste Hauptdarstellerin nominiert. Ebenfalls 2016 wurde sie mit dem Herbert-Strate-Preis ausgezeichnet.
Ihr Film Vor der Morgenröte wurde bei der Verleihung des Europäischen Filmpreises 2017 mit dem Publikumspreis ausgezeichnet. Auch war dieser 2017 Österreichs Oscar-Kandidat in der Kategorie „Bester fremdsprachiger Film“, gelangte aber nicht in die engere Auswahl.
2018 wurde sie mit dem Berliner Bär (B.Z.-Kulturpreis) ausgezeichnet.
2020 erhielt sie für die Netflix-Miniserie Unorthodox einen Emmy Primetime Award in der Kategorie „Beste Regie einer Miniserie“. Schrader war als erste deutsche Regisseurin überhaupt für einen Emmy nominiert worden. Außerdem wurde sie im Rahmen der Romyverleihung 2021 mit einer Romy in der Kategorie Beste Regie TV/Stream ausgezeichnet.
2023 Gewinnerin des Bremer Filmpreises 2023. Im Rahmen der Romyverleihung 2023 wurde sie mit dem Sonderpreis der Jury für She Said ausgezeichnet. Am 18. Januar 2025 erhielt sie die Carl-Zuckmayer-Medaille des Landes Rheinland-Pfalz. Die Jury würdigte Schrader für ihr Werk, welches aktuelle Gesellschaftsthemen aufgreife, und für ihre Gabe, mittels „der Kraft von Sprache die Vielschichtigkeit des Menschseins in den Mittelpunkt zu stellen“.

## Filmografie (Auswahl)

### Als Schauspielerin
- 1989: RobbyKallePaul (Regie: Dani Levy)
- 1991: I Was on Mars (Regie: Dani Levy)
- 1993: Magic Müller (TV; Regie: Thomas Bohn)
- 1993: Halbe Welt (Regie: Florian Flicker)
- 1994: Burning Life (Regie: Peter Welz)
- 1994: Einer meiner ältesten Freunde (Regie: Rainer Kaufmann)
- 1994: Keiner liebt mich (Regie: Doris Dörrie)
- 1995: Flirt (Regie: Hal Hartley)
- 1995: Stille Nacht – Ein Fest der Liebe (Regie: Dani Levy)
- 1996: Der Kindermord (TV; Regie: Bernd Böhlich)
- 1997: Der Unfisch (Regie: Robert Dornhelm)
- 1998: Bin ich schön? (Regie: Doris Dörrie)
- 1998: Meschugge (Regie: Dani Levy)
- 1999: Aimée & Jaguar (Regie: Max Färberböck)
- 2001: Emil und die Detektive (Regie: Franziska Buch)
- 2001: Viktor Vogel – Commercial Man (Regie: Lars Kraume)
- 2002: Operation Rubikon (Regie: Thomas Berger)
- 2002: Väter (Regie: Dani Levy)
- 2003: Rosenstraße (Regie: Margarethe von Trotta)
- 2005: Schneeland (Regie: Hans W. Geissendörfer)
- 2005: Acting (Regie: Johannes Thielmann)
- 2007: Auf dem Vulkan (TV: Regie: Claudia Garde)
- 2008: Patchwork (TV; Regie: Franziska Buch)
- 2008: Tatort (TV-Reihe; Folge Borowski und das Mädchen im Moor)
- 2009: Vorstadtkrokodile (Regie: Christian Ditter)
- 2009: Die Seele eines Mörders (Regie: Peter Keglevic)
- 2010: Vorstadtkrokodile 2 (Regie: Christian Ditter)
- 2011: In Darkness (Regie: Agnieszka Holland)
- 2012: Alleingang (Regie: Hartmut Schoen)
- 2013: Die Chefin (Staffel 2 / Folge 7: Sperrbezirk)
- 2013: Schwestern (Regie: Anne Wild)
- 2014: Vergiss mein Ich (Regie: Jan Schomburg)
- 2015: Deutschland 83 (Fernsehserie, 8 Folgen)
- 2017: Hanni & Nanni – Mehr als beste Freunde (Regie: Isabell Suba)
- 2018: The City & The City (Fernsehserie, 4 Folgen)
- 2018: Deutschland 86 (Fernsehserie, 10 Folgen)
- 2018: Fortitude (Fernsehserie, 4 Folgen)
- 2020: Deutschland 89 (Fernsehserie, 8 Folgen)
- 2025: Parallel Me (Fernsehserie, 8 Folgen)

### Als Synchronsprecherin
- 2001: Atlantis – Das Geheimnis der verlorenen Stadt

### Als Regisseurin
- 2007: Liebesleben
- 2016: Vor der Morgenröte
- 2020: Unorthodox (Miniserie, 4 Folgen)
- 2021: Ich bin dein Mensch
- 2022: She Said

### Als Drehbuchautorin
- 1989: RobbyKallePaul
- 1991: I Was on Mars
- 1996: Stille Nacht – Ein Fest der Liebe
- 1998: Meschugge
- 2007: Liebesleben
- 2016: Vor der Morgenröte
- 2021: Ich bin dein Mensch

## Theater
- Dona Proeza in Der Seidene Schuh von Paul Claudel, Theater Basel, 2003
- Kriemhild in Die Nibelungen, 2002, 2003, 2004, 2005 (mit u. a. Mario Adorf, Manfred Zapatka, Dieter Wedel)
- Véronique Houillé in Der Gott des Gemetzels von Yasmina Reza am Schauspiel Köln 2007
- Medea in Das goldene Vlies am Schauspiel Köln, 2008 (mit Carlo Ljubek, Manfred Zapatka und Patrycia Ziółkowska)
- Peer Gynt im Schauspielhaus Hamburg, 2017
- Martha in Wer hat Angst vor Virginia Woolf? im Schauspielhaus Hamburg, 2020 (mit Devid Stresow, Josefine Israel und Matti Krause)

## Hörbücher (Auswahl)
- 2008: Dem Vergessen entrissen – Eine Hommage an Richard Yates (Schriftsteller). Live-Mitschnitt mit Joachim Król und Roger Willemsen. Random House Audio. ISBN 978-3-86604-930-7.
- 2011: Alles inklusive von Doris Dörrie, Diogenes Verlag Zürich, gelesen von Maria Schrader, Maren Kroymann und Petra Zieser, ungekürzt 5 CDs 377 Min., ISBN 978-3-257-80309-9
- 2014: Andrew Sean Greer: Ein unmögliches Leben, Random House Audio, ISBN 978-3-8371-2576-4
- 2015: Uwe Timm: Halbschatten (gemeinsam mit Matthias Brandt), Random House Audio, ISBN 978-3-8371-3097-3